# Pimpinela Escarlate
Pimpinela Escarlate (The Scarlet Pimpernel no original em inglês)  é o título do romance histórico e de aventura, o primeiro da escritora britânica Baronesa Orczy, publicado originalmente em 1905, após o sucesso de uma peça de teatro homônima estreada em Nottingham em 1903 numa adaptação realizada por Julia Neilson e seu marido Fred Terry.

## Enredo
A obra retrata um grupo de vinte nobres ingleses, do qual faz parte Percy Blakeney que, durante a fase do Terror na Revolução Francesa, conseguia salvar nobres franceses da morte pela guilhotina.
Perseguido pela polícia, consegue escapar sempre, recebendo o apelido que remete à planta Anagallis arvensis (pimpinela escarlate), sendo um mestre do disfarce e das fugas.